# Schmittentunnel
De Schmittentunnel is een 5.111m lange stratentunnel in Oostenrijk. De tunnel is gebouwd om het oude centrum van Zell am See te ontlasten van doorgaand autoverkeer. De tunnel bestaat uit één buis met een enkele rijstrook in beide richtingen. De werken aan de tunnel begonnen in 1993 en eindigden in 1996. De bouwkosten werden geschat op 700 miljoen schilling.
De tunnel begint ten zuiden van Zell am See naast het knooppunt van de Pinzgauer Straße (B311 naar Bruck) met de Mittersiller Straße (B168 naar Mittersill en Krimml). Vervolgens loopt hij door de bergflank ten Westen van de Zeller See en het centrum van Zell am See. De tunnel eindigt in de deelgemeente Thumersbach ten Noorden van het centrum. Hier vervolgt de Pinzgauer Straße zijn weg naar onder andere Saalfelden.
De Tunnel heeft één op- en afrit binnenin de tunnel en dat in zuidelijke richting net voor het centrum.